# A Teen Wolf – Farkasbőrben epizódjainak listája
Az alábbi epizódlista a Teen Wolf – Farkasbőrben című amerikai televíziós sorozat epizódjait tartalmazza. A sorozat az Amerikai Egyesült Államokban 2011. június 5-én indult az MTV-n, Magyarországon pedig 2012. június 1-jén debütált az AXN-en.
A sorozatból összesen 100 epizód készült. Ezenkívül megjelent még három speciális epizód.
2022-ben jön egy Teen Wolf film, ami a sorozat folytatása lesz.

## Évados áttekintés
| Évad | Évad | Részek száma | Részek száma | Eredeti sugárzás   | Eredeti sugárzás     | Eredeti adó | Magyar sugárzás   | Magyar sugárzás      | Magyar adó |
| Évad | Évad | Részek száma | Részek száma | Évadbemutató       | Évadzáró             | Eredeti adó | Évadbemutató      | Évadzáró             | Magyar adó |
| ---- | ---- | ------------ | ------------ | ------------------ | -------------------- | ----------- | ----------------- | -------------------- | ---------- |
|      | 1.   | 12           | 12           | 2011. június 5.    | 2011. augusztus 15.  | MTV         | 2012. június 1.   | 2012. augusztus 17.  | AXN        |
|      | 2.   | 12           | 12           | 2012. június 3.    | 2012. augusztus 13.  | MTV         | 2013. október 12. | 2013. december 24.   | AXN        |
|      | 3.   | 24           | 24           | 2013. június 3.    | 2014. március 4.     | MTV         | 2014. június 24.  | 2014. szeptember 9.  | AXN        |
|      | 4.   | 12           | 12           | 2013. június 23.   | 2014. szeptember 8.  | MTV         | 2015. június 17.  | 2015. július 22.     | AXN        |
|      | 5.   | 20           | 20           | 2015. június 29.   | 2016. március 8.     | MTV         | 2016. július 14.  | 2016. szeptember 15. | AXN Black  |
|      | 6.   | 20           | 20           | 2016. november 15. | 2017. szeptember 24. | MTV         | 2017. június 2.   | 2017. december 14.   | AXN Black  |

## Epizódok

### Első évad (2011)
| Sor. | Év. | Cím                                                        | Rendező         | Író                                                                                      | Premier                                 | Nézettség   |
| ---- | --- | ---------------------------------------------------------- | --------------- | ---------------------------------------------------------------------------------------- | --------------------------------------- | ----------- |
| 1.   | 1.  | Farkas hold (Wolf Moon)                                    | Russell Mulcahy | Történet: Jeff Davis, Jeph Loeb , Matthew Weisman Tévéjáték: Jeph Loeb , Matthew Weisman | 2011. június 5. 2012. június 1.         | 2,17 millió |
| 2.   | 2.  | Második esély az első sorban (Second Chance at First Line) | Russell Mulcahy | Jeff Davis                                                                               | 2011. június 6. 2012. június 8.         | 1,47 millió |
| 3.   | 3.  | Falka mentalitás (Pack Mentality)                          | Russell Mulcahy | Jeff Vlaming                                                                             | 2011. június 13. 2012. június 15.       | 1,82 millió |
| 4.   | 4.  | Varázstöltény (Magic Bullet)                               | Toby Wilkins    | Daniel Sinclair                                                                          | 2011. június 20. 2012. június 22.       | 1,80 millió |
| 5.   | 5.  | Árulkodó jegy (The Tell)                                   | Toby Wilkins    | Monica Macer                                                                             | 2011. június 27. 2012. június 29.       | 1,68 millió |
| 6.   | 6.  | Szívmonitor (Heart Monitor)                                | Toby Wilkins    | Daniel Sinclair                                                                          | 2011. július 4. 2012. július 6.         | 1,21 millió |
| 7.   | 7.  | Éjjel az iskolában (Night School)                          | Tim Andrew      | Jeff Vlaming                                                                             | 2011. július 11. 2012. július 13.       | 1,66 millió |
| 8.   | 8.  | Őrült (Holdkóros) (Lunatic)                                | Tim Andrew      | Monica Macer                                                                             | 2011. július 18. 2012. július 20.       | 1,76 millió |
| 9.   | 9.  | Farkasölőfű (Wolf's Bane)                                  | Tim Andrew      | Jonathon Roessler                                                                        | 2011. július 25. 2012. július 27.       | 1,93 millió |
| 10.  | 10. | Társkapitány (Co-Captain)                                  | Russell Mulcahy | Jeff Vlaming                                                                             | 2011. augusztus 1. 2012. augusztus 3.   | 1,49 millió |
| 11.  | 11. | Formalitás (Formality)                                     | Russell Mulcahy | Monica Macer                                                                             | 2011. augusztus 8. 2012. augusztus 10   | 1,74 millió |
| 12.  | 12. | Szabályszegő (Code Breaker)                                | Russell Mulcahy | Jeff Davis                                                                               | 2011. augusztus 15. 2012. augusztus 17. | 2,08 millió |

### Második évad (2012)
| Sor. | Év. | Cím                             | Rendező                       | Író                        | Premier                                | Nézettség   |
| ---- | --- | ------------------------------- | ----------------------------- | -------------------------- | -------------------------------------- | ----------- |
| 13.  | 1.  | Omega (Omega)                   | Russell Mulcahy               | Jeff Davis                 | 2012. június 3. 2013. október 12.      | 2,11 millió |
| 14.  | 2.  | Eltolódott alak (Shape Shifted) | Russell Mulcahy               | Andrew Cochran             | 2012. június 4. 2013. október 19.      | 1,75 millió |
| 15.  | 3.  | Jégcsákány (Ice Pick)           | Tim Andrew                    | Luke Passmore              | 2012. június 11. 2013. október 26.     | 1,76 millió |
| 16.  | 4.  | Utálat (Abomination)            | Tim Andrew                    | Christian Taylor           | 2012. június 18. 2013. november 2.     | 1,69 millió |
| 17.  | 5.  | Mérgező (Venomous)              | Tim Andrew                    | Nick Antosca , Ned Vizzini | 2012. június 25. 2013. november 9.     | 1,65 millió |
| 18.  | 6.  | Barellenség (Frenemy)           | Russell Mulcahy               | Jeff Davis                 | 2012. július 2. 2013. november 16.     | 1,65 millió |
| 19.  | 7.  | Önuralom (Restraint)            | Russell Mulcahy               | Nick Antosca, Ned Vizzini  | 2012. július 9. 2013. november 23.     | 1,72 millió |
| 20.  | 8.  | Dühöngés (Raving)               | Russell Mulcahy               | Jeff Davis                 | 2012. július 16. 2013. november 30.    | 1,33 millió |
| 21.  | 9.  | Kitalált party (Party Guessed)  | Tim Andrew                    | Jeff Davis                 | 2012. július 23. 2013. december 7.     | 1,65 millió |
| 22.  | 10. | Harag (Fury)                    | Tim Andrew                    | Jeff Davis                 | 2012. július 30. 2013. december 10.    | 1,60 millió |
| 23.  | 11. | Csatatér (Battlefield)          | Tim Andrew                    | Jeff Davis                 | 2012. augusztus 6. 2013. december 17.  | 1,72 millió |
| 24.  | 12. | Mesteri terv (Master Plan)      | Tim Andrew és Russell Mulcahy | Jeff Davis                 | 2012. augusztus 13. 2013. december 24. | 1,71 millió |

### Harmadik évad (2013-2014)
| Sor. | Év. | Cím                                                       | Rendező          | Író                          | Premier                               | Nézettség   |
| --- | --- | --------------------------------------------------------- | ---------------- | ---------------------------- | ------------------------------------- | ----------- |
| 25. | 1.  | Tetoválás (Tattoo)                                        | Russell Mulcahy  | Jeff Davis                   | 2013. június 3. 2014. június 24.      | 2,36 millió |
| Scott McCall, az ifjú vérfarkas és barátai a gimnázium 3. évfolyamába lépnek. Még nem is sejtik, hogy hamarosan új ellenfelekkel kell szembenézniük, ugyanis egy falka Alfa vérfarkas érkezik Beacon Hillsbe. |     |                                                           |                  |                              |                                       |             |
| 26. | 2.  | Növekvő káosz (Chaos Rising)                              | Russell Mulcahy  | Jeff Davis                   | 2013. június 10. 2014. június 24.     | 2,11 millió |
| Allison és Lydia véletlenül olyan nyomra bukkannak, amely talán elvezeti őket Boydhoz és Ericához. Eközben Stiles egyik gyermekkori barátja eltűnik. |     |                                                           |                  |                              |                                       |             |
| 27. | 3.  | Szentjánosbogarak (Fireflies)                             | Tim Andrew       | Lucas Sussman                | 2013. június 17. 2014. július 1.      | 1,67 millió |
| Boyd és Cora szabadon kószálnak, miközben hamarosan beköszönt a telihold. Derek, Isaac, Scott és Chris a nyomukba erednek, nehogy bárkinek is baja essék. Eközben a rendőrség három hasonló módszerrel meggyilkolt fiatal holttestére bukkan. |     |                                                           |                  |                              |                                       |             |
| 28. | 4.  | Felszabadítva (Unleashed)                                 | Tim Andrew       | Alyssa Clark , Jesec Griffin | 2013. június 24. 2014. július 1.      | 1,91 millió |
| Stiles bizonyítékot gyűjt a vérfarkasok ártatlanságára. Hamarosan a sorozatgyilkos kiléte is napvilágra kerül. |     |                                                           |                  |                              |                                       |             |
| 29. | 5.  | Összetűzés (Frayed)                                       | Robert Hall      | Angela L. Harvey             | 2013. július 1. 2014. július 8.       | 1,63 millió |
| Scott és barátai busszal indulnak az ország túlsó végére egy találkozóra. Útközben régi emlékeket elevenítenek fel: visszaidézik az Alphák elleni támadást, amely több súlyos sebesülést okozott és halálos áldozattal is járt. |     |                                                           |                  |                              |                                       |             |
| 30. | 6.  | California Motel (Motel California)                       | Christian Taylor | Christian Taylor             | 2013. július 8. 2014. július 8.       | 1,86 millió |
| Mivel a találkozó időpontját elhalasztották, Scott és barátai egy motelben szállnak meg éjszakára. A motelban különös dolgok történnek. Scott és barátai azt gyanítják, hogy csapatuk a titokzatos gyilkos következő célpontja. |     |                                                           |                  |                              |                                       |             |
| 31. | 7.  | Áramlatok (Currents)                                      | Russell Mulcahy  | Jeff Davis                   | 2013. július 15. 2014. július 15.     | 1,82 millió |
| Darach Deaton életére tör, de Scott Sheriff Stilinski segítségével megmenti mentorát. Deaton fontos titkot fed fel: Scott egy Valódi Alpha, aki ezt a státust kizárólag saját akaraterejének és kiváló személyiségének köszönheti. A Valódi Alpha igen ritka jelenség, 100 évente csupán egy születik. Deaucalion emiatt üldözi Scottot.                                                                                       |     |                                                           |                  |                              |                                       |             |
| 32. | 8.  | Látnok (Visionary)                                        | Russell Mulcahy  | Jeff Davis                   | 2013. július 22. 2014. július 15.     | 1,78 millió |
| Sott, Allison és Stiles megtudják, hogy mi a jelentősége a vérfarkasok szemszínének. Peter és Gerard elmondása szerint, ha egy vérfarkas ártatlan életet olt ki, szemének színe sárgáról kékre változik. Derek múltjáról is érdekes részletek derülnek ki. |     |                                                           |                  |                              |                                       |             |
| 33. | 9.  | A lány, aki túl sokat tudott (The Girl Who Knew Too Much) | Tim Andrew       | Jeff Davis                   | 2013. július 29. 2014. július 22.     | 1,77 millió |
| Allison azt gyanítja, hogy egy hozzá közel álló személynek is köze lehet a gyilkosságokhoz. Eközben Scott és Stiles továbbra is folytatják a nyomozást. Azt remélik, hogy Lydia különös képességei segítségével végre talán közelebb juthatnak a megoldáshoz. |     |                                                           |                  |                              |                                       |             |
| 34. | 10. | A figyelmen kívül hagyott (The Overlooked)                | Russell Mulcahy  | Jeff Davis                   | 2013. augusztus 5. 2014. július 22.   | 1,97 millió |
| Derek és Scott elfogják Jennifert, és kórházba viszik, hogy megmentsék Cora életét. Az Alphák azonban bekerítik a kórházat: Jenniferre fáj a foguk, mivel a lány valaha Kalinak dolgozott. |     |                                                           |                  |                              |                                       |             |
| 35. | 11. | Alfa szövetség (Alpha Pact)                               | Tim Andrew       | Jeff Davis                   | 2013. augusztus 12. 2014. július 29.  | 1,91 millió |
| Scottnak nehéz döntést kell hoznia, hogy megmenthesse barátai és családja életét. Derek és Peter eközben továbbra is azon törik a fejüket, hogy hogyan tudnák megmenteni Cora életét. |     |                                                           |                  |                              |                                       |             |
| 36. | 12. | Holdfogyatkozás (Lunar Ellipse)                           | Russell Mulcahy  | Jeff Davis                   | 2013. augusztus 19. 2014. július 29.  | 2,08 millió |
| Scott és barátai egy ősi, ám rendkívül veszedelmes rituálé segítségével igyekeznek megmenteni barátaik és szeretteik életét, valamint megállítani a vérszomjas Deucaliont. |     |                                                           |                  |                              |                                       |             |
| 37. | 13. | Kapaszkodó (Anchors)                                      | Russell Mulcahy  | Jeff Davis                   | 2014. január 6. 2014. augusztus 5.    | 2,43 millió |
| alálközeli élményeik utóhatásaként Scottnak, Stilesnek és Allisonnak borzalmas víziói támadnak. Deaton szerint a hallucinációknak csak akkor tudnak véget vetni, ha képesek bezárni elméjükben azt a kaput, amely halálélményük közben feltárult, és a jelek szerint nyitva is maradt. Mindeközben Seriff Stilinski egy 8 éve lezárt gyilkossági ügyben nyomoz. Elmélete szerint a meggyilkolt családdal vérfarkasok végeztek. |     |                                                           |                  |                              |                                       |             |
| 38. | 14. | Többet árt, mint használ (More Bad Than Good)             | Tim Andrew       | Jeff Davis                   | 2014. január 13. 2014. augusztus 5.   | 1,91 millió |
| Scott és barátai mindent megtesznek, hogy elfogják, és ember formájúvá változtassák a vér-prérifarkas Maliát, mielőtt üldözői karmaiba kerülne, és végeznének vele. Eközben Dereket és Petert Braeden kiszabadítja a fogságból. |     |                                                           |                  |                              |                                       |             |
| 39. | 15. | Felvillanyozva (Galvanize)                                | Robert Hall      | Eoghan O'Donnell             | 2014. január 20. 2014. augusztus 12.  | 2 millió    |
| Halloween (elő)estéjén a hírhedt sorozatgyilkost, William Barrow-t a Beacon-hills-i kórházba szállítják műtétre. A gyilkos azonban megszökik a kórházból, elrejtőzik a gimnázium falai között, majd foglyul ejti Kirát. |     |                                                           |                  |                              |                                       |             |
| 40. | 16. | Ragyogás (Illuminated)                                    | Russell Mulcahy  | Alyssa Clark                 | 2014. január 27. 2014. augusztus 12.  | 1,87 millió |
| Isaac elárulja Allisonnak és Alisson apjának, hogy csuklyás alakok támadták rá, és testét egy fordított 5-ös számmal jelölték meg. Danny és Ethan Halloween bulit szerveznek Derek lakásában. A csuklyások viszont hamarosan visszatérnek...... |     |                                                           |                  |                              |                                       |             |
| 41. | 17. | Ezüstujjú (Silverfinger)                                  | Jennifer Lynch   | Moira McMahon Leeper         | 2014. február 3. 2014. augusztus 19.  | 2,26 millió |
| Allison apja elmeséli, hogy évekkel azelőtt, amikor még a japán maffiának dolgozott, összeütközésbe került egy mitikus lény által vezetett csuklyás csapattal. A csuklyásokat egy kivételével sikerült legyilkolniuk: Katashi, becenevén Silverfinger életben maradt. Allison apja azt gyanítja, maga Silverfinger vezeti a Beacon Hills-ben felbukkant bandát. De vajon mit keres Silverfinger a kisvárosban?                 |     |                                                           |                  |                              |                                       |             |
| 42. | 18. | Rejtvény (Riddled)                                        | Tim Andrew       | Christian Taylor             | 2014. február 10. 2014. augusztus 19. | 2,09 millió |
| Stiles éjnek idején kétségbeesetten hívja Scottot: egy ezüstből készült szerkezet tartja fogva a lábát, és egy titokzatos alak hol japánul beszél hozzá, hol pedig rejtvényeket kérdez tőle. Scott barátaival Stiles keresésére indul. |     |                                                           |                  |                              |                                       |             |
| 43. | 19. | A tökéletes terv (Letharia Vulpina)                       | Russell Mulcahy  | Jeff Davis                   | 2014. február 17. 2014. augusztus 26. | 2,12 millió |
| Úgy tűnik, minden összeesküdött Scott és barátai ellen. Dereket és Chris Argentet letartóztatják, miután valaki rájuk terelte a gyanút Katashi meggyilkolásáért. Az erdei futópályára és a Seriff asztalára bombákat helyeztek el, a kórházban pedig kigyullad egy megbabrált elektromos szerkezet. Vajon ki vagy kik állhatnak a sorozatos támadások mögött?                                                                  |     |                                                           |                  |                              |                                       |             |
| 44. | 20. | Echo ház (Echo House)                                     | Tim Andrew       | Jeff Davis                   | 2014. február 24. 2014. augusztus 26. | 1,94 millió |
| Stiles bevonul az Eichen elmegyógyintézetbe, ahol hamarosan a páciensek között Malia Tate is felbukkan. Eközben Scott néhány barátjával különleges japán tárgy után kutat, amely talán végre fényt deríthet a rejtélyes japán kapcsolatra. |     |                                                           |                  |                              |                                       |             |
| 45. | 21. | A róka és a farkas (The Fox and the Wolf)                 | Tim Andrew       | Ian Stokes                   | 2014. március 3. 2014. szeptember 2.  | 2,06 millió |
| Deaton és Peter elmagyarázzák Scottnak és Lydiának, hogy miképp hatolhatnak be Stiles agyába, hogy kiűzzék a Nogitsunét a fiú testéből. A terv sikerül, ám a kavalkádban a Nogitsune elrabolja Lydiát. |     |                                                           |                  |                              |                                       |             |
| 46. | 22. | Mentesítés (De-Void)                                      | Christian Taylor | Jeff Davis                   | 2014. március 10. 2014. szeptember 2. | 1,80 millió |
| Kira egy második világháborús fotó segítségével rájön, hogy az anyja egy Kitsune, aki fiatalkorában kapcsolatba lépett a Nogitsunéval, a gonosz szellemmel. Kira azt is megtudja, hogy anyjához hasonlóan neki is különleges képességei vannak, amelyekre most hamarosan szüksége is lesz. |     |                                                           |                  |                              |                                       |             |
| 47. | 23. | Telhetetlen (Insatiable)                                  | Tim Andrew       | Jeff Davis                   | 2014. március 17. 2014. szeptember 9. | 2 millió    |
| A Nogitsune magával cipeli Lydiát egy internáló táborba. Scott és Stiles nagy nehezen rátalálnak, ám megdöbbenésükre Lydia egyáltalán nem örül a megmentésének. Eközben Kira, Allison és Isaac halálos veszélybe kerülnek, amikor a Nogitsune által megbabonázott Onik rájuk támadnak. |     |                                                           |                  |                              |                                       |             |
| 48. | 24. | Isteni lépés (The Divine Move)                            | Russell Mulcahy  | Jeff Davis                   | 2014. március 24. 2014. szeptember 9. | 2,26 millió |
| Scottnak és Dereknek nincs idejük Allisont siratni, hiszen ki kell menteniük Lydiát a Nogitsune karmai közül. Kira, a katanával felfegyverkezve szembeszáll a Nogitsunéval, Isaacék pedig megküzdenek az Onikkal. |     |                                                           |                  |                              |                                       |             |

### Negyedik évad (2014)
| Sor. | Év. | Cím                                               | Rendező          | Író                     | Premier                              | Nézettség   |
| --- | --- | ------------------------------------------------- | ---------------- | ----------------------- | ------------------------------------ | ----------- |
| 49. | 1.  | A sötét hold (The Dark Moon)                      | Russell Mulcahy  | Jeff Davis              | 2014. június 23. 2015. június 17.    | 2,18 millió |
| Scott, Stiles, Malia Lydia és Kira Mexikóba mennek, hogy megmentsék az elrabolt Dereket. |     |                                                   |                  |                         |                                      |             |
| 50. | 2.  | 117 (117)                                         | Christian Taylor | Eoghan O'Donnell        | 2014. június 30. 2015. június 17.    | 1,55 millió |
| Scott meglepő szövetséget köt, hogy meghiúsíthassa Kate terveit. |     |                                                   |                  |                         |                                      |             |
| 51. | 3.  | Megnémulva (Muted)                                | Tim Andrew       | Alyssa Clark            | 2014. július 7. 2015. június 24.     | 1,55 millió |
| Az egyik elsőévesről, Liamról kiderül, hogy remek Lacrosse játékos. Scott attól tart, hogy a tehetséges fiú miatt elveszítheti helyét a csapatban. Stiles meggyőzi Scottot, hogy a pályán is vesse latba különleges képességeit. Eközben Stilinski egy brutális gyilkosság ügyében nyomoz. |     |                                                   |                  |                         |                                      |             |
| 52. | 4.  | A jótevő (The Benefactor)                         | Russell Mulcahy  | Jeff Davis , Ian Stokes | 2014. július 14. 2015. június 24.    | 1,72 millió |
| Egy teliholdas éjszaka Lydia tóparti házához váratlan vendégek érkeznek. Eközben Derek egy gyilkos nyomára bukkan. |     |                                                   |                  |                         |                                      |             |
| 53. | 5.  | A halállista (I.E.D.)                             | Jennifer Lynch   | Angela L. Harvey        | 2014. július 21. 2015. július 1.     | 1,61 millió |
| A gimnáziumban ismét meggyilkolnak egy farkasembert. Scott, Stiles és Kira attól tartanak, hogy Liam a lesz a következő áldozat, ezért a lacrosse mérkőzés teljes ideje alatt játék helyett Liamot védelmezik. A meccs csúfos véget ér, a célpont azonban nem Liam. |     |                                                   |                  |                         |                                      |             |
| 54. | 6.  | Az árvák (Orphaned)                               | Russell Mulcahy  | Jeff Davis              | 2014. július 28. 2015. július 1.     | 1,56 millió |
| McCall nyomozó rájön, hogy Violet az "Árvák" nevű tinédzser gyilkos csoport egyik tagja, és letartóztatja a lányt. Garret túszul ejti Liamot, és azt követeli Scott-tól, hogy segítsen neki kiszabadítani Violetet. Eközben Stiles, Lydia és Parish az Eichen Házba mennek, hogy rávegyék Meredithet, segítsen nekik megtalálni az utolsó kulcsot. |     |                                                   |                  |                         |                                      |             |
| 55. | 7.  | Fegyverben (Weaponized)                           | Tim Andrew       | Alyssa Clark            | 2014. augusztus 4. 2015. július 8.   | 1,75 millió |
| A gimnáziumban szabadon engednek egy farkasemberek ellen kifejlesztett halálos vírust. Az iskolát lezárják, Scott, Stiles, Kira és Malia pedig az épületben rekednek. Eközben Deaton, Satomi, Melissa és Derek mindent megtesznek, hogy megtalálják a vírus ellenszerét... |     |                                                   |                  |                         |                                      |             |
| 56. | 8.  | A halál ideje (Time of Death)                     | Jann Turner      | Angela L. Harvey        | 2014. augusztus 11. 2015. július 8.  | 1,68 millió |
| Kira, Liam, Scott és Stiles csellel igyekeznek kideríteni a Jótevő személyazonosságát. Kate azonban majdnem tönkreteszi a tervüket... Eközben Malia felkeresi Petert, hogy többet tudhasson meg vér szerinti anyjáról és a családjáról. |     |                                                   |                  |                         |                                      |             |
| 57. | 9.  | Parrish képessége (Perishable)                    | Jennifer Lynch   | Eric Wallace            | 2014. augusztus 18. 2015. július 15. | 1,48 millió |
| Parisht megtámadja a társa, és elevenen elégeti. Parish azonban sértetlenül túléli a támadást, és ezzel ő is belép a természetfeletti lények világába. Eközben Stiles és Lydia rájönnek, hogy a Lydia nagyanyja által írott titkos üzenet valójában egy lista, amely az Eichen Ház öngyilkosságot elkövetett betegeinek nevét tartalmazza. Stiles és Lydia ellátogatnak az Eichen Házba, hogy az iratok között kutatva további információkat szerezzenek. Hamarosan fény derül a Jótevő személyazonosságára is... |     |                                                   |                  |                         |                                      |             |
| 58. | 10. | Szörnyűséges problémák (Monstrous)                | J. D. Taylor     | Jeff Davis , Ian Stokes | 2014. augusztus 24. 2015. július 15. | 1,44 millió |
| Meredithet kihallgatják, ám ő csak Peterrel hajlandó beszélni. Amikor Peter megjelenik, természetfeletti képességét gyakorolva igyekszik olvasni Meredith elméjében, hogy megtudja, honnan ismeri őt a lány... Eközben Stiles és Malia a tóparti házhoz mennek, és az egyik fal mögött egy számítógép rendszerre bukkannak... |     |                                                   |                  |                         |                                      |             |
| 59. | 11. | Egy halottnak tett ígéret (A Promise to the Dead) | Tim Andrew       | Jeff Davis , Ian Stokes | 2014. szeptember 1. 2015. július 22. | 1,29 millió |
| eaton az Eichen házban összetalálkozik a háromszemű Dr. Valack-kal, aki azt állítja, hogy tudja, mit tett Kate Derekkel. Deaton Dr. Valack harmadik szemébe nézve megtudja, amit akart, ám a pillantás hatására kómába esik.... Scott és Kira Derek loftjában szervezik meg az első igazi, hivatalos randijukat. A varázslatosnak induló este azonban hamarosan szörnyű rémálomba fordul. |     |                                                   |                  |                         |                                      |             |
| 60. | 12. | Füst és tükrök (Smoke and Mirrors)                | Russell Mulcahy  | Jeff Davis              | 2014. szeptember 8. 2015. július 22. | 1,54 millió |
| Amikor Kira magához tér, a mexikói La Iglesia templom alatti alagútban találja magát. Scott, akit Kate berserkerré változtatott egy csontkéssel támad a lányra... Stiles, Derek, Malia, Liam, Braeden és Peter a La Igleasia felé veszik az útjukat, ahol hamarosan ádáz küzdelemre kerül sor. |     |                                                   |                  |                         |                                      |             |

### Ötödik évad (2015-2016)
| Sor. | Év. | Cím                                              | Rendező          | Író                             | Premier                                 | Nézettség   |
| --- | --- | ------------------------------------------------ | ---------------- | ------------------------------- | --------------------------------------- | ----------- |
| 61. | 1.  | Az éjszaka teremtményei (Creatures of the Night) | Russell Mulcahy  | Jeff Davis                      | 2015. június 29. 2016. július 14.       | 1,53 millió |
| Utolsó középiskolai évük elején egy új ellenség megjelenése teszi próbára Scott és falkája erejét. |     |                                                  |                  |                                 |                                         |             |
| 62. | 2.  | Parasomnia (Parasomnia)                          | Tim Andrew       | Jeff Davis                      | 2015. június 30. 2016. július 14.       | 1,18 millió |
| Lydia segít egy diáknak, akit rémálmok gyötörnek, miközben Stiles gyanakvással szemléli az új osztálytársukat. |     |                                                  |                  |                                 |                                         |             |
| 63. | 3.  | Álomfogó (Dreamcatchers)                         | Russell Mulcahy  | Talia Gonzalez , Bisanne Masoud | 2015. július 16. 2016. július 21.       | 1,38 millió |
| Scott egy olyan veszélyes alakváltó nyomára bukkan, aki már egy ideje fenyegeti Stilinskit. |     |                                                  |                  |                                 |                                         |             |
| 64. | 4.  | Végső stádium (Condition Terminal)               | Bronwen Hughes   | Jeff Davis , Ian Stokes         | 2015. július 13. 2016. július 21.       | 1,01 millió |
| Stiles próbál egy szökevény nyomára akadni, Liam pedig elkíséri Masont egy éjszakai bárba. |     |                                                  |                  |                                 |                                         |             |
| 65. | 5.  | A könyv (A Novel Approach)                       | Tim Andrew       | Angela L. Harvey                | 2015. július 20. 2016. július 28.       | 1,26 millió |
| A falka elmegy az Eichen házba, hogy többet tudjon meg a rettegett orvosokról. |     |                                                  |                  |                                 |                                         |             |
| 66. | 6.  | Kötelező olvasmány (Required Reading)            | Alice Troughton  | Jeff Davis , Ian Stokes         | 2015. július 27. 2016. július 28.       | 1,14 millió |
| Scott és barátai követik Dr. Valack tanácsát, aminek eredményeképpen furcsa hatások érik őket. |     |                                                  |                  |                                 |                                         |             |
| 67. | 7.  | Frekvenciák (Strange Frequencies)                | Russell Mulcahy  | Angela L. Harvey                | 2015. augusztus 3. 2016. augusztus 4.   | 1,09 millió |
| Scott megpróbálja csapdába csalni az egyik orvost. Eközben Stiles és Theo megpróbálja kitalálni, hogy ki viszi el a holttesteket. |     |                                                  |                  |                                 |                                         |             |
| 68. | 8.  | Ouroboros (Ouroboros)                            | David Daniel     | Will Wallace                    | 2015. augusztus 10. 2016. augusztus 4.  | 1,10 millió |
| Scott és Malia segítséget kap Hayden és Liam felkutatásában. Deaton szörnyű dologra bukkan a rettegett orvosokkal kapcsolatban. Hayden és Liam élet-halál harcot vív. |     |                                                  |                  |                                 |                                         |             |
| 69. | 9.  | Hazugságok viharában (Lies of Omission)          | Tim Andrew       | Eric Wallace                    | 2015. augusztus 17. 2016. augusztus 11. | 1,10 millió |
| Miközben Scott nem várt szövetségesként segítséget nyújt, Stiles és Lydia próbálja feltárni az igazságot Parrish-sal kapcsolatosan. |     |                                                  |                  |                                 |                                         |             |
| 70. | 10. | Asthmaticus állapot (Status Asthmaticus)         | Russell Mulcahy  | Jeff Davis , Ian Stokes         | 2015. augusztus 24. 2016. augusztus 11. | 0,96 millió |
| Scott és falkája eddigi legnagyobb ellenségével néz szembe. |     |                                                  |                  |                                 |                                         |             |
| 71. | 11. | Az utolsó kiméra (The Last Chimera)              | Russell Mulcahy  | Jeff Davis                      | 2016. január 5. 2016. augusztus 18.     | 1,11 millió |
| Miközben Scott, Malia és Stiles mindent megtesz, hogy megmentse Stilinski seriffet egy ismeretlen mérgezéstől, Liam és Mason Hayden és a többi halott kiméra holtteste után kutat. |     |                                                  |                  |                                 |                                         |             |
| 72. | 12. | Damnatio Memoriae (Damnatio Memoriae)            | Tim Andrew       | Brian Sieve                     | 2016. január 12. 2016. augusztus 18.    | 0,93 millió |
| Scottnak falkája segítsége nélkül, egyedül kell átgondolnia, hogy mit jelenthet a rettegett orvosok sikere Beacon Hills számára. |     |                                                  |                  |                                 |                                         |             |
| 73. | 13. | Codominance (Codominance)                        | Jennifer Lynch   | Will Wallace                    | 2016. január 19. 2016. augusztus 25.    | 0,91 millió |
| Kira útnak indul az édesanyjával, aki megpróbál segíteni lányának, hogy megtanulja kordában tudja tartani a lelke sötét oldalát. Lydiát meglepetés éri az Eichen-házban. |     |                                                  |                  |                                 |                                         |             |
| 74. | 14. | A kard és a szellem (The Sword and the Spirit)   | Kate Eastridge   | Angela L. Harvey                | 2016. január 26. 2016. augusztus 25.    | 0,92 millió |
| Miközben Scott megpróbálja egyesíteni a falkát, Malia és új szövetségese Deaton megmentésére siet. |     |                                                  |                  |                                 |                                         |             |
| 75. | 15. | Amplification (Amplification)                    | Russell Mulcahy  | Lindsay Jewett Sturman          | 2016. február 2. 2016. szeptember 1.    | 0,98 millió |
| Miután Stiles megtudja, hogy Lydia veszélyben van az Eichen-házban, tervet eszel ki a lány megmentésére. |     |                                                  |                  |                                 |                                         |             |
| 76. | 16. | Hazug képesség (Lie Ability)                     | Russell Mulcahy  | Eric Wallace                    | 2016. február 9. 2016. szeptember 1.    | 0,98 millió |
| Scott és Lydia csapdába esik az Eichen-házban, az idejük pedig egyre fogy, a mentőakció sikeressége veszélyben forog. |     |                                                  |                  |                                 |                                         |             |
| 77. | 17. | Valós fenyegetés (A Credible Threat)             | Tim Andrew       | Jeff Davis                      | 2016. február 16. 2016. szeptember 8.   | 0,97 millió |
| Scott és a falka egy jótékonysági lacrosse mérkőzés közben próbálják meg leleplezni ellenségüket. |     |                                                  |                  |                                 |                                         |             |
| 78. | 18. | Gevaudani szűz (Maid of Gevaudan)                | Joseph P. Genier | Jeff Davis                      | 2016. február 23. 2016. szeptember 8.   | 0,76 millió |
| A falka megpróbál rájönni, hogy miként lehet legyőzni Gévaudan bestiáját, akivel Marie-Jeanne Valet, a gévaudani szűz még 1765-ben került szembe. Gerard Argent részletesen elmeséli Valet történetét Scott falkájának abban a reményben, hogy ezáltal rátalálnak a lény gyenge pontjára. |     |                                                  |                  |                                 |                                         |             |
| 79. | 19. | Beacon Hillsi bestia (The Beast of Beacon Hills) | Tim Andrew       | Eric Wallace                    | 2016. március 1. 2016. szeptember 15.   | 0,91 millió |
| Most, hogy már ismerik a bestia kilétét, Scott és falkája az idővel fut versenyt, hogy megállítsa a rettegett orvosokat. |     |                                                  |                  |                                 |                                         |             |
| 80. | 20. | Apotheosis (Apotheosis)                          | Russell Mulcahy  | Jeff Davis                      | 2016. március 8. 2016. szeptember 15.   | 0,80 millió |
| A hűség ismét megmérettetik, és új szövetségek kötődnek, amint Scott és barátai megpróbálják megállítani a bestiát, mielőtt Beacon Hillst porig rombolnák. |     |                                                  |                  |                                 |                                         |             |

### Hatodik évad (2016-2017)
| Sor. | Év. | Cím                                                 | Rendező          | Író                    | Premier                                 | Nézettség   |
| --- | --- | --------------------------------------------------- | ---------------- | ---------------------- | --------------------------------------- | ----------- |
| 81. | 1.  | Emlék vesztés (Memory Lost)                         | Tim Andrew       | Lindsay Jewett Sturman | 2016. november 15. 2017. június 2.      | 0,57 millió |
| Az érettségi közeledtével egy természetfeletti erő veszi célba Beacon Hillst, és keresztezi Scott és barátai útját. Eközben Liam egy új ellenségre utaló bizonyítékokat fedez fel a középiskolában.                                |     |                                                     |                  |                        |                                         |             |
| 82. | 2.  | szuperpozíció (Superposition)                       | JD Taylor        | Mark H. Kruger         | 2016. november 22. 2017. június 5.      | 0,41 millió |
| Miközben Scott, Lydia és Malia egyik eltűnt barátjuk elveszett emlékei után kutat, Corey kapcsolatot fedez fel a képességei és a Wild Hunt között.                                                                                 |     |                                                     |                  |                        |                                         |             |
| 83. | 3.  | Naplemente (Sundowning)                             | David Daniel     | Will Wallace           | 2016. november 29. 2017. június 6.      | 0,43 millió |
| Scott, Lydia és Malia Stiles után kutat, Liam és a többiek pedig bulit rendeznek annak érdekében, hogy megvédjék egyik barátjukat a Szellemlovasoktól.                                                                             |     |                                                     |                  |                        |                                         |             |
| 84. | 4.  | Ereklyék (Relics)                                   | Tim Andrew       | Eric Wallace           | 2016. december 6. 2017. június 7.       | 0,51 millió |
| Scott, Liam és a többiek a lacrosse csapatot védelmezik a Szellemlovasok támadásától. Chris és Malia megvédi azokat, akiket a szellemlovasok jelöltek ki, Lydia pedig nyomok után kutat, és megpróbál segíteni megtalálni Stilest. |     |                                                     |                  |                        |                                         |             |
| 85. | 5.  | Rádió csend (Radio Silence)                         | Russell Mulcahy  | Ross Maxwell           | 2016. december 13. 2017. június 8.      | 0,55 millió |
| A Wild Huntban rekedt Stiles egy váratlan szövetségessel találkozik, miközben Scott, Lydia és Malia rájön, hogy Stile dzsipjének köze lehet az eltűnéséhez.                                                                        |     |                                                     |                  |                        |                                         |             |
| 86. | 6.  | Szellemváros (Ghosted)                              | Russell Mulcahy  | Angela L. Harvey       | 2017. január 3. 2017. június 9.         | 0,45 millió |
| Scott, Lydia és Malia a Wild Hunttal kapcsolatos nyomok után kutat egy Cannan nevű rejtélyes helyen. Eközben Liam és Hayden drasztikus lépésekre kényszerül a Szellemlovasokkal vívott harcban.                                    |     |                                                     |                  |                        |                                         |             |
| 87. | 7.  | Szívtelen (Heartless)                               | Kate Eastridge   | Antoinette Stella      | 2017. január 10. 2017. június 12.       | 0,43 millió |
| Scott és Liam megkísérel elfogni egy Szellemlovast. Malia és Peter megpróbálja megtalálni a Wild Huntba vezető utat. |     |                                                     |                  |                        |                                         |             |
| 88. | 8.  | Blitzkrieg (Blitzkrieg)                             | Joseph P. Genier | Will Wallace           | 2017. január 17. 2017. június 13.       | 0,44 millió |
| Scott, Lydia és Malia cselekvésre szánja el magát, és kiszabadítják Stilest. Liam, Hayden és Mason megállapodást köt Theoval annak érdekében, hogy megtudják Douglas tervét.                                                       |     |                                                     |                  |                        |                                         |             |
| 89. | 9.  | A megkerült emlék (Memory Found)                    | Tim Andrew       | Mark H. Kruger         | 2017. január 24. 2017. június 14.       | 0,49 millió |
| Scott, Lydia és Malia kétségbeesetten követik a tervet, hogy el ne felejtsék Stilest. Eközben Liam és Theo vállalja a csali szerepét.                                                                                              |     |                                                     |                  |                        |                                         |             |
| 90. | 10. | A vihar lovasai (Riders on the Storm)               | Russell Mulcahy  | Lindsay Jewett Sturman | 2017. január 31. 2017. június 15.       | 0,45 millió |
| Beacon Hills sorsa csak egy hajszálon függ, amikor Scott és a falkája szemtől szembe kerül Douglas-szal a végső leszámolás során.                                                                                                  |     |                                                     |                  |                        |                                         |             |
| 91. | 11. | Mondta a póknak a légy (Said the Spider to the Fly) | Russell Mclcahy  | Adam Karp              | 2017. július 30. 2017. december 1.      | 0,52 millió |
| Amint Scott felkészíti Beacon Hillst a közelgő távozására, egy rejtélyes lény szabadul ki az Eichen házból. |     |                                                     |                  |                        |                                         |             |
| 92. | 12. | Csiszolatlan gyémánt (Raw Talent)                   | Tim Andrew       | Brian Millikin         | 2017. augusztus 6. 2017. december 4.    | 0,47 millió |
| Scott és Malia egy töltény gazdáját keresi, és azt sejtik, hogy egy új vérfarkas-vadász érkezett Beacon Hillsbe. Lydianak szembe kell néznie az Eichen házzal kapcsolatos félelmeivel.                                             |     |                                                     |                  |                        |                                         |             |
| 93. | 13. | Utóképek (After Images)                             | Tyler Posey      | Angela L. Harvey       | 2017. augusztus 13. 2017. december 5.   | 0,43 millió |
| Miközben Scott és a többiek kétségbeesetten próbálnak egy elveszett vérfarkas nyomára bukkanni, Melissa és Argent egy különös holttest rejtélyét próbálja meg kideríteni.                                                          |     |                                                     |                  |                        |                                         |             |
| 94. | 14. | Az arctalan ellenség (Face-to-Faceless)             | Linden Ashby     | Linden Ashby           | 2017. augusztus 20. 2017. december 6.   | 0,44 millió |
| Scott, Lydia és Malia drasztikus intézkedésekre kényszerül annak érdekében, hogy visszafogják az egyre fokozódó erőszakot Beacon Hillsben. Liam páncélkesztyűt kénytelen használni a középiskolában.                               |     |                                                     |                  |                        |                                         |             |
| 95. | 15. | Nyomás teszt (Pressure Test)                        | Tim Andrew       | Jennifer Quintenz      | 2017. augusztus 20. 2017. december 7.   | 0,37 millió |
| Amikor Scott és a többiek minden erejükkel próbálják megvédeni a két új vérfarkast, egy nem várt szövetséges csatlakozik hozzájuk a harcban.                                                                                       |     |                                                     |                  |                        |                                         |             |
| 96. | 16. | Kiváltó ok (Triggers)                               | Eric Wallace     | Eric Wallace           | 2017. szeptember 3. 2017. december 8.   | 0,44 millió |
| Liam és Theo megpróbálja elcsalni a vadászokat Beacon Hillsből. |     |                                                     |                  |                        |                                         |             |
| 97. | 17. | Londoni vérfarkasok (Werewolves of London)          | Russell Mulcahy  | Kyle Steinbach         | 2017. szeptember 10. 2017. december 11. | 0,42 millió |
| A falka megroppan egy durva támadást követően. Scott megpróbál erősítést verbuválni. |     |                                                     |                  |                        |                                         |             |
| 98. | 18. | Genotípus (Genotype)                                | Joseph P. Genier | Joseph P. Genier       | 2017. szeptember 17. 2017. december 12. | 0,43 millió |
| 99. | 19. | Kristályéjszaka (Broken Glass)                      | Tim Andrew       | Lindsay Jewett Sturman | 2017. szeptember 17. 2017. december 13. | 0,39 millió |
| A falka megroppan egy durva támadást követően. Scott megpróbál erősítést verbuválni. |     |                                                     |                  |                        |                                         |             |
| 100. | 20. | A harc farkasai (The Wolves of War)                 | Russell Mulcahy  | Jeff Davis             | 2017. szeptember 24. 2017. december 14. | 0,69 millió |
| Gerard megindítja a végső támadást Beacon Hills természetfeletti erőivel szemben. |     |                                                     |                  |                        |                                         |             |

## Speciális epizódok
| # | Cím             | Premier             |
| --- | --------------- | ------------------- |
| 1. | Origins         | 2012. május 21.     |
| A Teen Wolf első évadának 41 perces összegzése.                                                                                      |                 |                     |
| 2. | Revelations 205 | 2012. június 25.    |
| A Teen Wolf szereplői megvitatják az általuk játszott szerepeket és a második évadot.                                                |                 |                     |
| 3. | Revelations 212 | 2012. augusztus 13. |
| A Teen Wolf szereplői megvitatják a második évad fináléjának legnagyobb csavarjait, és hogy mire lehet számítani a harmadik évadban. |                 |                     |

## További információ
- A Teen Wolf – Farkasbőrben epizódjainak listája. imdb
- A Teen Wolf – Farkasbőrben epizódjainak listája. port.hu
- Hivatalos honlap Archiválva 2012. december 4-i dátummal az Archive.is-en
- A Teen Wolf – Farkasbőrben az AXN honlapján
- A Teen Wolf epizódjainak listája Archiválva 2012. július 29-i dátummal a Wayback Machine-ben a TV.com-on